# Ho paura di tutto
Ho paura di tutto è un singolo del duo musicale italiano Santi Francesi, pubblicato il 18 ottobre 2024 come estratto dall'EP Potrebbe non avere peso.

## Descrizione
Il brano è scritto, composto e prodotto dallo stesso duo musicale e precede l'uscita dell'EP Potrebbe non avere peso, in uscita il l'8 novembre 2024.

## Brano musicale
Il brano musicale è stato pubblicato in concomitanza all'uscita del brano attraverso il canale YouTube del duo.

## Promozione
Il brano è stato eseguito dallo stesso duo nel corso della prima puntata del 19 ottobre 2024 del nuovo programma di Rai 2 Playlist - Tutto ciò che è musica.

## Tracce
Testi e musiche di Alessandro De Santis, Mario Lorenzo Francese.
1. Ho paura di tutto – 3:18